# Galáxia Anã de Antlia
A Galáxia Anã de Antlia é uma galáxia anã esferoidal/irregular. Situa-se a cerca de 1,3 Mpc (4,3 Mal) da Terra na constelação de Antlia. Pertence ao grupo Antlia de galáxias. Contém estrelas de todas as idades, quantidades significativas de gás, e passou por formação estelar recente. Acredita-se que a Anã de Antlia esteja interagindo com a pequena galáxia espiral barrada NGC 3109.

## Descoberta
A Anã de Antlia foi catalogada pela primeira vez em 1985 por H. Corwin, Gérard de Vaucouleurs, e A. de Vaucouleurs. Mais tarde em 1985 e 1987 ela foi notada como uma possível galáxia anã próxima por dois grupos de astrônomos. Foi confirmado que é uma galáxia anã em 1997 por Alan Whiting, Mike Irwin e George Hau. Eles pela primeira vez observaram estrelas na galáxia e determinaram a distância a ela—1,15 Mpc (a estimativa atual de distância é um pouco maior).
Em 1999 a Anã de Antlia foi identificada por Sidney van den Bergh como o quarto membro do Grupo Antlia—o grupo de galáxias mais próximo do Grupo Local.

## Propriedades
A Anã de Antlia é classificada alternativamente como uma galáxia anã elíptica de tipo dE3.5, como uma galáxia anã esferoidal (dSph) ou como galáxia de transição entre esferoidal e irregular (dSph/Irr). A última classificação é devida a uma formação de estrelas significativa nos últimos 100 milhões de anos.
A Anã de Antlia compreende dois componentes: um núcleo e um halo antigo. Seu raio é de cerca de 0,25 Kpc. A metalicidade é baixa, de cerca de <[Fe/H]>=−1,6 a −1,9, significando que a galáxia contém 40–80 vezes menos elementos pesados que o Sol. Tem um ramo de gigante vermelha bem definido e facilmente observável, o que torna a medição de sua distância relativamente fácil. A luminosidade total da Anã de Antlia é de aproximadamente 1 milhão de vezes a do Sol (a magnitude absoluta visível é de MV=−10,3).
A massa estelar da Anã de Antlia é estimada em 2–4×106 massas solares, enquanto sua massa total é de aproximadamente 4×107 massas solares. A galáxia contém estrelas de todas as idades mas é dominada por estrelas velhas com mais de 10 bilhões de anos. Parece ter havido um grande evento de formação estelar por volta de 100 milhões de anos atrás. As estrelas mais novas estão no núcleo central da galáxia.
Entre galáxias anãs esferoidais, a Anã de Antlia contém quantidades incomuns (até 7 ×105 massas solares) de hidrogênio atômico neutro. No entanto, não possui regiões H II significativas e não forma estrelas ativamente atualmente.

## Localização e interações
A Anã de Antlia está a aproximadamente 1,3 Mpc (4,3 Mal) da Terra, na constelação de Antlia. Sua distância do baricentro do Grupo Local é de cerca de 1,7 Mpc. A essa distância, está situada fora do Grupo Local e é membro de um grupo separado de galáxias chamado Grupo Antlia. A Anã de Antlia está separada da pequena galáxia NGC 3109 por apenas 1,18 graus do céu, o que corresponde a uma separação física de 29 kpc a 180kpc dependendo de sua separação radial.
A Anã de Antlia e NGC 3109 podem estar fisicamente ligadas se a distância entre elas não for muito grande. No entanto, sua velocidade uma em relação à outra, 43 km/s, torna questionável se elas são ou não um sistema ligado fisicamente, especialmente se a distância entre elas for mais próxima do limite superior—180 kpc. Se elas forem ligados gravitacionalmente, sua massa total pode ser de até 78 bilhões de massas solares.
Observações também mostraram que NGC 3109 tem uma deformação em seu disco gasoso que está viajando na mesma velocidade que o gás na Anã de Antlia, indicando que as duas galáxias tiveram um encontro próximo há cerca de um bilhão de anos.